# Boyd Atkins
Boyd Atkins (Paducah, 1900 – 1º marzo 1965) è stato un sassofonista e violinista statunitense.
Nel corso della sua carriera ha collaborato con Fate Marable, Dewey Jackson, Earl Hines, Carroll Dickerson, Louis Armstrong (lo si ricorda nel tune di Heebie Jeebies) e Kid Ory. È morto il Illinois all'età di 65 anni.